# Bakhtiyar Siradjov
 (septembre 2024).
Bakhtiyar Siradjov (en azéri Bəxtiyar Tahir oğlu Siracov) né le 21 octobre 1957 à Bakou, est un scientifique azerbaïdjanais, fait partie des lauréats du Prix Nobel de la paix 2005.

## Biographie
En 1974, après avoir obtenu son diplôme de l'école secondaire n°82 de Bakou, Bakhtiyar Tahir oglu Siradjov  entre à la Faculté de mathématiques appliquées de l'Université d'État d'Azerbaïdjan (aujourd'hui Université d'État de Bakou) et obtient son diplôme en 1979. La même année, il commence son travail à l'Institut de cybernétique d’ANAS (aujourd'hui l'Institut des systèmes de gestion). Plus tard, il poursuit son chemin de la science à Moscou, au Centre informatique d’AN de Russie. En 1987-1988, il travaille à l'Institut de cybernétique technique de l'Académie slovaque des sciences (aujourd'hui Institut d'informatique de l'Académie slovaque) située à Bratislava.
En 1990, Bakhtiyar Siradjov soutient sa thèse de candidat en sciences physiques et mathématiques à Moscou. il est invité à travailler dans la société I-NET à Vienne, la capitale de l'Autriche. Il y travaille jusqu'en 1995 avec certaines pauses en participant à la création de logiciels pour diverses organisations à Vienne.

## Travail à l'AIEA
En 1995, il rejoint l'Agence internationale de l'énergie atomique (AIEA) sous l'égide du Centre international de Vienne (VIC). De 2006 à 2021, il dirige l'un des départements de l'agence impliqués dans le développement logiciel.
Il est à la retraite depuis novembre 2021.
En 2005, sur décision du Comité norvégien pour la paix, l'Agence internationale de l'énergie atomique et son directeur général Mohamed el-Baradei reçoivent le prix Nobel de la paix. Le prix est partagé à parts égales entre l'Agence internationale de l'énergie atomique et Mohamed ElBaradei pour leurs efforts visant à empêcher l'utilisation militaire de l'énergie nucléaire et à garantir l'utilisation la plus sûre possible de l'énergie nucléaire à des fins pacifiques.
Bakhtiyar Siradjov fait partie des lauréats du Prix Nobel de la paix 2005, aux côtés de tous les autres employés travaillant à l'Agence.

## Activités sociales
Outre son travail principal, Bakhtiyar Siradjov est également engagé dans des activités sociales. Il est membre du club d'art créé sous l'égide du Centre international de Vienne. En 2016, des expositions d'art des œuvres des jeunes artistes azerbaïdjanais Narmin Abdullayeva et Dilshad Imranova, ainsi que de l'artiste émérite d'Azerbaïdjan Bahram Baghirzade ont lieu : L'écho des couleurs, mars 2016.